# Електро-свінг
Електро свінг (Electro swing) — музичний жанр, що зазнав впливу вінтажного та сучасного свінгу і джазу у поєднанні з хаузом, хіп-хопом та EDM. Вдалі приклади треків у цьому жанрі створюють сучасне звучання танцювальної музики, до якого звичні сьогоднішні прихильники клубної електроніки, але також зберігає риси живого звучання та хвилюючих звуків, притаманних раннім свінговим трекам. Найвідоміші виконавці: Parov Stelar та Caravan Palace, а одні з найвідоміших треків це "Why Don't You" за авторством Gramophonedzie або всесвітньо відомий «We No Speak Americano» у виконанні австралійського дуету Yolanda Be Cool та DCUP.
На додаток до окремих виконавців та одиничних хітів, електро-свінг це окремий самостійний жанр, чий розвиток в значній відбувається завдяки спільній роботі багатьох продюсерів. Для прикладу можна навести серію компіляцій «White Mink: Black Cotton», яку згадано в Mixmag як «Перший знаковий момент електро-свінгу», а також французькі збірки «Electro Swing». У США проходять знакові серії вечірок, такі як «Trapeze» у Сан Франциско, де можна побачити артистів цієї сцени.

## Витоки
У середині 1990-х мав успіх хіп-хоп, який використовував семпли з вінтажного свінгу. Але багато з новинок тих часів навіть не називались електро-свінгом. Трек «Lucas With The Lid Off» (1994), написаний виконавцем на ім'я Lucas (або Lucas Secon) — хороший приклад одного з ранніх треків, який мав величезний успіх в чартах і згодом з'явився у британській телерекламі (Weetabix). 
Інші треки тих часів, такі як Doop (1994), були менш популярними. Тоді ж Jimmy Luxury використав термін «свінг-хоп» для треку «Hi-Ball Swing» у 1999-му. Треки, такі як «Get A Move On» від Mr. Scruff (1999), «Swing Set» за авторством Jurassic 5 (2000), «Princess Crocodile» від Gry та F.M. Einheit (2000) та нарешті «Bathtime in Clerkenwell», написаний The Real Tuesday Weld (2003), так чи інакше побудовані за тією ж схемою з додаванням нових звучань. 
В 1990-х музиканти з Cajmere випустили кілька треків, що були написані під впливом свінгу, такого як «U Got Me Up». Безліч треків в стилі лаунж та ню-джаз також позичали елементи з свінгу, одним з найвідоміших був St. Germain. Хвилю підхопили і продовжили працювати в цьому напрямку такі музиканти, як G-Swing, Waldeck та Caravan Palace. Parov Stelar також став відомим як один з піонерів електро-свінгу.
«Так, це й справді новий жанр, до того ж дуже цікавий» напише згодом, у 2010-му, лондонський Time Out про цей жанр.

## Заходи
Після успіху в Лондоні, клуб White Mink у квітні 2010-го відкрив фестиваль Brighton Festival Fringe, де можна було почути Glastonbury (Shangri-La та Dance Village Pussy Parlure), The Big Chill, Paradise Gardens, The Secret Garden Party та трек від Bestival під назвою Club Dada, тут виступали такі музиканти, як Caravan Palace, Parov Stelar, G-Swing, Dutty Moonshine, Swingrowers, The Correspondents, Swing Republic, Klischée та Movits!.

## Хіти
- We No Speak Americano — за авторством австралійського Yolanda Be Cool, перше місце в рейтингах в 35 країнах. Пісню продано більш ніж мільйонним тиражем в США.[10]